# Жуцевская культура
Жуцевская культура, от археологического памятника Жуцево, пол. Rzucewo, нем. Rutzau, в немецких источниках также культура побережья залива, нем. Haffküstenkultur — локальная археологическая культура позднего неолита — халколита. Центр культуры находился на побережье Гданьского залива и Калининградского залива, откуда культура простиралась на север до Куршского залива и далее до современного посёлка Швянтойи в Литве. Культура названа по археологическому памятнику в деревне Жуцево близ польского города Пуцк, III—начало II тыс. лет до н. э. Является региональным вариантом культуры шнуровой керамики.

## Происхождение
Жуцевская культура представляла собой гибрид предположительно доиндоевропейской нарвской культуры с пришлыми индоевропейскими культурами шаровидных амфор и шнуровой керамики. Первоначально жуцевская культура определялась как местный вариант культуры шнуровой керамики, однако более поздние исследования показали, что ее прототип сложился ещё до появления в Средней Европе шнуровой керамики. В дальнейшем она эволюционировала в культуру самбийских курганов железного века.

## Хозяйство
Жуцевские поселения, состоящие из характерных домов, укреплённых для защиты от морской эрозии, были расположены вдоль побережья. Люди жуцевской культуры имели домашний скот, свиней, реже — коз, однако редко занимались культивацией растений. Также они занимались рыболовством и охотой, в особенности на тюленей, которые в то время в большом числе водились вдоль побережья Балтийского моря. Обитатели культуры производили и торговали на дальние расстояния декоративными изделиями из янтаря. Большое количество таких янтарных изделий было найдено в Юодкранте.

## Этническая принадлежность
Ранее жуцевская культура считалась наиболее ранним следом присутствия балтов; при помощи данной гипотезы пытались объяснить различия между западными и восточными балтами и их языками. Польские и немецкие археологи обычно локализуют жуцевскую культуру лишь на побережье, тогда как литовские и латышские очерчивают область её распространения намного шире, рассматривая прибрежные поселения лишь как культурный и экономический центр, а поселения в глубине континента — как периферию.
Впоследствии отождествление создателей жуцевской культуры с ранними балтами было отвергнуто, а возникновение культуры стали связывать с проникновением на балтийское побережье носителей вымершего индоевропейского диалекта. По современным данным, носители балтского праязыка проникли на побережье Балтийского моря лишь в эпоху городищ позднего бронзового века.